# Sebastián Sancho
Sebastián Sancho (25 de agosto de 1998) é um judoca costarriquenho. Competiu nos Jogos Olímpicos de Verão de 2024.